# Alejandro Otero (Künstler)

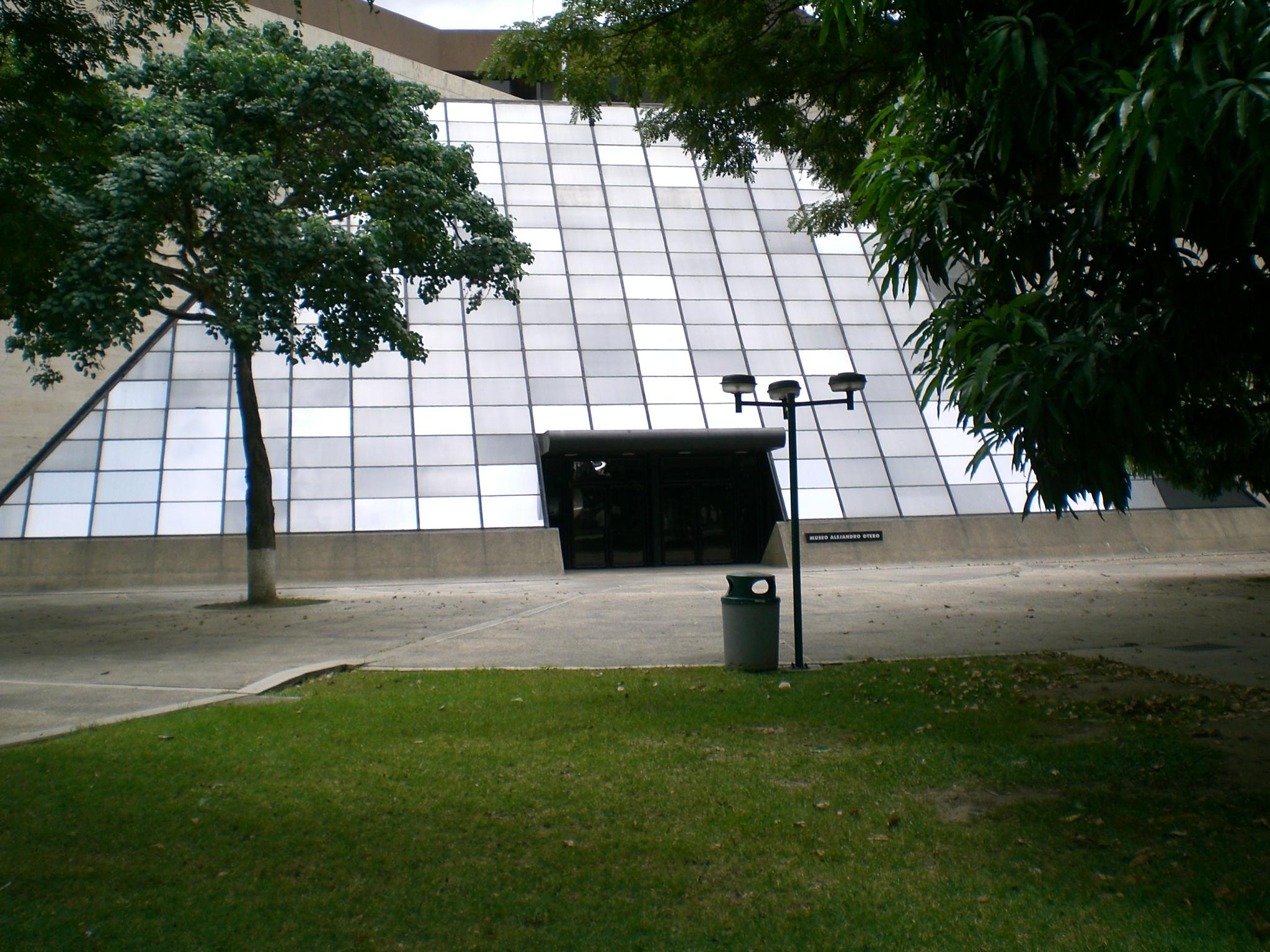
Alejandro Otero Museum

Alejandro Otero (* 7. März 1921 in El Mateco, Bolívar; † 13. August 1990 in Caracas) war ein venezolanischer Bildhauer, Maler und Kulturveranstalter.

## Leben
Otero studierte an der Escuela de Artes Plásticas y Artes Aplicadas de Caracas von 1939 bis 1945. Nach Beendigung seines Studiums reiste er nach New York und Paris, wo er den Schwerpunkt seiner Arbeit auf eine Erneuerung des Kubismus legte, besonders mit seiner Serie mit dem Namen „Cafeteras“. Während seines Aufenthaltes in Paris gründete er zusammen mit anderen Künstlern die Gruppe Los Disidentes, die eine gleichnamige Zeitschrift herausgab. Die Gruppe befasste sich vorwiegend mit der Forderung nach einer Erneuerung des Kunstverständnisses, vor allem in den Kunstschulen Venezuelas, weg vom Realismus zum Abstrakten. Diese Cafetera-Serie wurden 1948 durch eine Ausstellung in Washington, D.C. berühmt, seitdem sie Otero als Übergang zum Realismus dienten und eine neue Ära der venezolanischen Malerei begannen. Gegen Ende seines Lebens entwarf er viele monumentale öffentliche Kunstausstellungen in vielen amerikanischen Städten.
Am 14. August 1990 wurde zu seinen Gedenken das Museo Alejandro Otero in Caracas eröffnet, das nicht nur Oteros persönliche Schriften und Fotografien beherbergt, sondern auch Werke von 105 nationalen und internationalen Künstlern ausstellt.